# Бодмер, Матьё
Матьё Бодме́р (фр. Mathieu Bodmer; род. 22 ноября 1982[…], Эврё) — французский футболист, опорный полузащитник.

## Биография
Бодмер начал карьеру футболиста в клубе ФК «Эврё» в возрасте 14 лет (сезон 1997/98). Вскоре он перешёл в ФК «Кан», клуб второго французского дивизиона, за который дебютировал в 2000 году. За «Кан» Матьё провёл в общей сложности 105 матчей и забил 4 гола. В 2003 он был продан в «Лилль» за 1 млн евро. В дебютном сезоне (2003/04) за «Лилль» Бодмер выходил на поле 33 раза, забив 2 гола. В следующем сезоне футболист вместе со своим клубом занял второе место в чемпионате Франции. 16 июня 2007 года Бодмер перешёл в лионский «Олимпик», сумма сделки составила 6,5 млн евро. А от продажи Матьё Бодмера в ПСЖ, в июле 2010 года, «львы» выручили всего 3,5 млн евро.

## Достижения
Лион
- Чемпион Франции: 2007/08
- Обладатель Кубка Франции: 2007/08